# Chiesa di Santa Maria Assunta (Spinimbecco)
La chiesa di Santa Maria Assunta è la parrocchiale di Spinimbecco, frazione di Villa Bartolomea (VR).

## Storia
La prima citazione di una chiesa di Spinimbecco risale al 1355. Questa chiesa fu eretta a parrocchiale nel 1526 e demolita nel 1818; il campanile, invece, fu mantenuto. L'attuale parrocchiale venne edificata tra il 1815 ed il 1818. Nel 1836 l'edificio venne ampliato costruendo, ai lati del presbiterio, due aule per i fedeli.

## Interno
Opere di pregio custodite all'interno della chiesa sono gli altari, pregevoli opere in stile barocco costruiti XVII secolo e originariamente posti nell'oratorio del Cristo a San Giorgio in Braida, soppresso per volere di Napoleone Bonaparte, la tavola lignea raffigurante la Madonna dal Grembo Beato con San Rocco, dipinta nel XVII secolo, la pala seicentesca che impreziosisce l'altare di Sant'Antonio, attribuita al pittore veronese Antonio Balestra, la pala di Santa Maria Immacolata con i Santi Francesco di Paola e Teresa d'Avila, opera del pittore ferrarese Carlo Ricci, datata 1778, e il dipinto del soffitto con l'Assunzione in Cielo della Beata Vergine Maria di Giovanni Pirelli del 1826.